# Peter Cattaneo
Peter Joseph Cattaneo (Twickenham, Londres, Anglaterra, 1 de juliol de 1964) és un director de cinema britànic. Ha rebut dues nominacions als Oscar, el 1991 i 1998. Una de les seves nominacions va ser com a millor director per The Full Monty, de 1997, el seu treball més reeixit.

## Biografia
Cattaneo va néixer i es va criar en Twickenham, Londres, Anglaterra. El seu pare era animador londinenc de descendència italiana. Després d'assistir a l'institut Leeds Polytechnic per a un curs d'art, i després de graduar-se al Royal College of Art el 1989, va ser nominat a l'Oscar al millor curtmetratge d'acció en viu per Dear Rosie el 1990. El seu debut en la pantalla gran va arribar amb la comèdia The Full Monty (1997), la qual va ser un èxit rotund tant en el Regne Unit com internacionalment.
La pel·lícula va recaptar 160.049.344 lliures en la taquilla per un pressupost de 3 milions de lliures i va ser nominada a l'Oscar a la millor pel·lícula, al millor director i a l'millor banda sonora, guanyant aquest últim.
Cattaneo ha dirigit a més els llargmetratges Opal Dream, de 2006, i The Rocker, de 2008, i també va ser l'encarregat de dirigir tots els episodis de la multipremiada sèrie britànica Rev., emesa per la cadena BBC Two entre 2010 i 2014. El 1998 li va ser atorgat el títol de l'Orde de l'Imperi Britànic.

## Filmografia com a director
- Dear Rosie (1990)
- Teenage Health Freak (1991) (sèrie)
- The Full Wax (1991) (sèrie)
- Say Hello to the Real Dr. Snide (1992) (TV)
- Loved Up (1995) (TV)
- The Full Monty (1997)
- Lucky Break (2001)
- Opal Dream (2005)
- The Rocker (2008)
- Rev. (2010-2014) (sèrie televisiva)